# Ricard Sánchez
Ricard Sánchez Sendra (Sant Jaume dels Domenys, Tarragona, 22 de febrero de 2000) es un futbolista español. Juega como defensa y su equipo es el G. D. Estoril Praia de la Primeira Liga.

## Trayectoria
Originario de Tarragona, estuvo en la cantera del Gimnástic de Tarragona hasta 2013, después le fichó para las categorías inferiores el F. C. Barcelona donde estuvo hasta 2017. En ese mismo año le fichó el Club Deportivo Toledo. Más tarde, en 2018 le fichó el Club Atlético de Madrid. El 26 de agosto de ese año debutó ante la Unión Adarve.
El 21 de febrero de 2021 debutó en Primera División con el Atlético de Madrid en la derrota del conjunto colchonero por 0-1 ante el Levante U. D. Antes, había disputado dos encuentros de Copa del Rey con el primer equipo del Atlético de Madrid. El 16 de diciembre de 2020, en el partido de su debut en Copa del Rey, anotó un gol ante el Cardassar.
El 31 de agosto de 2021 se desvinculó del club madrileño y firmó por cuatro temporadas por el Granada C. F. Inmediatamente fue cedido al C. D. Lugo para jugar en Segunda División durante la primera de ellas. Posteriormente volvió a Granada y en los tres años restantes marcó diez goles en 105 partidos.
El 11 de agosto de 2025 fichó por el G. D. Estoril Praia por dos años.

## Selección nacional
Fue internacional con la selección española sub-19 en 9 ocasiones. 
En septiembre de 2022 fue convocado por primera vez con la selección española sub-21.

## Estadísticas

### Clubes
Actualizado al último partido disputado el 1 de junio de 2025.
| Club                            | Div.          | Temporada     | Liga  | Liga  | Copas nacionales | Copas nacionales | Copas internacionales | Copas internacionales | Total | Total |
| Club                            | Div.          | Temporada     | Part. | Goles | Part.            | Goles            | Part.                 | Goles                 | Part. | Goles |
| ------------------------------- | ------------- | ------------- | ----- | ----- | ---------------- | ---------------- | --------------------- | --------------------- | ----- | ----- |
| Atlético de Madrid "B" · España | 2.ª B         | 2018-19       | 13    | 0     | ―                | ―                | ―                     | ―                     | 19    | 0     |
| Atlético de Madrid "B" · España | 2.ª B         | 2019-20       | 25    | 2     | ―                | ―                | ―                     | ―                     | 25    | 2     |
| Atlético de Madrid "B" · España | 2.ª B         | 2020-21       | 24    | 1     | ―                | ―                | ―                     | ―                     | 24    | 1     |
| Atlético de Madrid "B" · España | Total club    | Total club    | 62    | 3     | 0                | 0                | 0                     | 0                     | 62    | 3     |
| Atlético de Madrid · España     | 1.ª           | 2020-21       | 1     | 0     | 2                | 1                | 0                     | 0                     | 3     | 1     |
| Atlético de Madrid · España     | Total club    | Total club    | 1     | 0     | 2                | 1                | 0                     | 0                     | 3     | 1     |
| C. D. Lugo · España             | 2.ª           | 2021-22       | 31    | 1     | 1                | 0                | ―                     | ―                     | 32    | 1     |
| C. D. Lugo · España             | Total club    | Total club    | 31    | 1     | 1                | 0                | 0                     | 0                     | 32    | 1     |
| Granada C. F. · España          | 2.ª           | 2022-23       | 33    | 3     | 2                | 1                | ―                     | ―                     | 35    | 4     |
| Granada C. F. · España          | 1.ª           | 2023-24       | 33    | 3     | 0                | 0                | —                     | —                     | 33    | 3     |
| Granada C. F. · España          | 2.ª           | 2024-25       | 34    | 3     | 3                | 0                | ―                     | ―                     | 37    | 3     |
| Granada C. F. · España          | Total club    | Total club    | 100   | 9     | 5                | 1                | 0                     | 0                     | 105   | 10    |
| G. D. Estoril Praia Portugal    | 1.ª           | 2025-26       | 0     | 0     | 0                | 0                | ―                     | ―                     | 0     | 0     |
| G. D. Estoril Praia Portugal    | Total club    | Total club    | 0     | 0     | 0                | 0                | 0                     | 0                     | 0     | 0     |
| Total carrera                   | Total carrera | Total carrera | 194   | 13    | 8                | 2                | 0                     | 0                     | 202   | 15    |